# L'Incal finale
L'Incal finale è una space opera a fumetti, realizzata dal drammaturgo cileno naturalizzato francese Alejandro Jodorowsky e dal disegnatore messicano José Ladrönn tra il 2008 ed il 2014, pubblicata  da Les Humanoïdes Associés), con il titolo originario Final Incal .
I tre volumi che la compongono sono:
1. LES QUATRE JOHN DIFOL (2008)
2. LUOZ DE GARRA (2011)
3. GORGO-LE-SALE (2014)

## Trama
In un futuro distopico, vengono seguite le vicende di John Difool successive agli avvenimenti de  "L'Incal". 

## Edizioni Italiane
- L'Incal finale, traduzione di Marco Cedric Farinelli, Magic Press Edizioni, 2015, ISBN 9788877599971.